# Gran Premi d'Hongria del 2019
El Gran Premi d'Hongria de Fórmula 1 de la temporada 2019 s'ha disputat al Circuit de Hungaroring, del 2 al 4 d'agost del 2019.

## Qualificació
La qualificació va ser realitzat en el dia 3 d'agost.
| Pos                  | No | Pilot              | Constructor           | Part 1   | Part 2   | Part 3   | Sortida |
| -------------------- | -- | ------------------ | --------------------- | -------- | -------- | -------- | ------- |
| 1                    | 33 | Max Verstappen     | Red Bull-Honda        | 1:15.817 | 1:15.573 | 1:14.572 | 1       |
| 2                    | 77 | Valtteri Bottas    | Mercedes              | 1:16.078 | 1:15.669 | 1:14.590 | 2       |
| 3                    | 44 | Lewis Hamilton     | Mercedes              | 1:16.068 | 1:15.548 | 1:14.769 | 3       |
| 4                    | 16 | Charles Leclerc    | Ferrari               | 1:16.337 | 1:15.792 | 1:15.043 | 4       |
| 5                    | 5  | Sebastian Vettel   | Ferrari               | 1:16.452 | 1:15.885 | 1:15.071 | 5       |
| 6                    | 10 | Pierre Gasly       | Red Bull-Honda        | 1:16.716 | 1:16.393 | 1:15.450 | 6       |
| 7                    | 4  | Lando Norris       | McLaren-Renault       | 1:16.697 | 1:16.060 | 1:15.800 | 7       |
| 8                    | 55 | Carlos Sainz Jr.   | McLaren-Renault       | 1:16.493 | 1:16.308 | 1:15.852 | 8       |
| 9                    | 8  | Romain Grosjean    | Haas-Ferrari          | 1:16.978 | 1:16.319 | 1:16.013 | 9       |
| 10                   | 7  | Kimi Räikkönen     | Alfa Romeo-Ferrari    | 1:16.506 | 1:16.518 | 1:16.041 | 10      |
| 11                   | 27 | Nico Hülkenberg    | Renault               | 1:16.790 | 1:16.565 |          | 11      |
| 12                   | 23 | Alexander Albon    | Toro Rosso-Honda      | 1:16.912 | 1:16.687 |          | 12      |
| 13                   | 26 | Daniïl Kviat       | Toro Rosso-Honda      | 1:16.750 | 1:16.692 |          | 13      |
| 14                   | 99 | Antonio Giovinazzi | Alfa Romeo-Ferrari    | 1:16.894 | 1:16.804 |          | 17¹     |
| 15                   | 20 | Kevin Magnussen    | Haas-Ferrari          | 1:16.122 | 1:17.081 |          | 14      |
| 16                   | 63 | George Russell     | Williams-Mercedes     | 1:17.031 |          |          | 15      |
| 17                   | 11 | Sergio Pérez       | Racing Point-Mercedes | 1:17.109 |          |          | 16      |
| 18                   | 3  | Daniel Ricciardo   | Renault               | 1:17.257 |          |          | 20²     |
| 19                   | 18 | Lance Stroll       | Racing Point-Mercedes | 1:17.542 |          |          | 18      |
| 20                   | 88 | Robert Kubica      | Williams-Mercedes     | 1:18.324 |          |          | 19      |
| 107% Temps: 1:21.124 |    |                    |                       |          |          |          |         |
| Font:                |    |                    |                       |          |          |          |         |

Notes
- ^1 Antonio Giovinazzi fou penalitzat amb tres posicions, per atrapallar a Lance Stroll una de les seves voltes ràpides .
- ^2 Daniel Ricciardo fou penalizat amb començar des de l'última posició, entre els classificats, de la graella per muntar nous components del seu motor.

## Resultats de la Cursa
La cursa va ser realitzat en el dia 4 d'agost.
| Pos                                                                     | No | Pilot              | Constructor           | Voltes | Temps / Retirada | Pos.Sortida | Punts |
| ----------------------------------------------------------------------- | -- | ------------------ | --------------------- | ------ | ---------------- | ----------- | ----- |
| 1                                                                       | 44 | Lewis Hamilton     | Mercedes              | 70     | 1:35:03.796      | 3           | 25    |
| 2                                                                       | 33 | Max Verstappen     | Red Bull-Honda        | 70     | +17.796          | 1           | 18+11 |
| 3                                                                       | 5  | Sebastian Vettel   | Ferrari               | 70     | +1:01.433        | 5           | 15    |
| 4                                                                       | 16 | Charles Leclerc    | Ferrari               | 70     | +1:05.250        | 4           | 12    |
| 5                                                                       | 55 | Carlos Sainz Jr.   | McLaren-Renault       | 69     | +1 volta         | 8           | 11    |
| 6                                                                       | 10 | Pierre Gasly       | Red Bull-Honda        | 69     | +1 volta         | 6           | 8     |
| 7                                                                       | 7  | Kimi Räikkönen     | Alfa Romeo-Ferrari    | 69     | +1 volta         | 10          | 6     |
| 8                                                                       | 77 | Valtteri Bottas    | Mercedes              | 69     | +1 volta         | 2           | 4     |
| 9                                                                       | 4  | Lando Norris       | McLaren-Renault       | 69     | +1 volta         | 7           | 2     |
| 10                                                                      | 23 | Alexander Albon    | Toro Rosso-Honda      | 69     | +1 volta         | 12          | 1     |
| 11                                                                      | 11 | Sergio Pérez       | Racing Point-Mercedes | 69     | +1 volta         | 16          |       |
| 12                                                                      | 27 | Nico Hülkenberg    | Renault               | 69     | +1 volta         | 11          |       |
| 13                                                                      | 20 | Kevin Magnussen    | Haas-Ferrari          | 69     | +1 volta         | 14          |       |
| 14                                                                      | 3  | Daniel Ricciardo   | Renault               | 69     | +1 volta         | 20          |       |
| 15                                                                      | 26 | Daniïl Kviat       | Toro Rosso-Honda      | 68     | +2 voltes        | 13          |       |
| 16                                                                      | 63 | George Russell     | Williams-Mercedes     | 68     | +2 voltes        | 15          |       |
| 17                                                                      | 18 | Lance Stroll       | Racing Point-Mercedes | 68     | +2 voltes        | 18          |       |
| 18                                                                      | 99 | Antonio Giovinazzi | Alfa Romeo-Ferrari    | 68     | +2 voltes        | 17          |       |
| 19                                                                      | 88 | Robert Kubica      | Williams-Mercedes     | 67     | +3 voltes        | 19          |       |
| Ret                                                                     | 8  | Romain Grosjean    | Haas-Ferrari          | 1      | Retirat          | 9           |       |
| Volta ràpida: Max Verstappen (Red Bull-Honda) — 1:17.103 (en el lap 69) |    |                    |                       |        |                  |             |       |
| Font:                                                                   |    |                    |                       |        |                  |             |       |

## Classificació després de la Cursa
| Pos. | Pilot            | Punts | Canvis |
| ---- | ---------------- | ----- | ------ |
| 1    | Lewis Hamilton   | 250   | =      |
| 2    | Valtteri Bottas  | 188   | =      |
| 3    | Max Verstappen   | 181   | =      |
| 4    | Sebastian Vettel | 156   | =      |
| 5    | Charles Leclerc  | 132   | =      |

| Pos. | Constructor      | Punts | Canvis |
| ---- | ---------------- | ----- | ------ |
| 1    | Mercedes         | 438   | =      |
| 2    | Ferrari          | 288   | =      |
| 3    | Red Bull-Honda   | 244   | =      |
| 4    | McLaren-Renault  | 82    | =      |
| 5    | Toro Rosso-Honda | 43    | =      |